# Sukarasa (Tanjungsari)
Sukarasa is een bestuurslaag in het regentschap Bogor van de provincie West-Java, Indonesië. Sukarasa telt 4282 inwoners (volkstelling 2010).